# Petit-Chawion
Le Petit-Chawion est un ru belge coulant de la commune de Spa à celle de Theux. Il s'agit d'un affluent en rive droite du Chawion donc d'un sous-affluent de la Meuse.

## Géographie
Le Petit-Chawion prend sa source au Nord de Balmoral, un quartier de la ville de Spa en Ardenne, dans la commune de Spa, à 14 kilomètres du signal de Botrange (le plus haut sommet de Belgique).
Après 2 km il se jette dans le Chawion au niveau du lac éponyme.